# Eugène Canseliet
Eugène Léon Canseliet (Sarcelles, 18 de dezembro de 1899 - Savignies, 17 de abril de 1982) foi um alquimista francês. Nasceu às vinte horas de uma segunda-feira, em 18 de Dezembro de 1899, na cidade de Sarcelles. Era filho de Henri Joseph Canseliet (1862 - 1921) e de Aline Victorine Hubert (1868 - 1935). Visando aprender desenho, vai para Marseille em 1915 e torna-se aluno no Palais des Beaux-Arts Place Carli. Em Marseille conhece Fulcanelli, um alquimista de 76 anos, que residia na rua Dieudé. É nesta época que conhece também o pintor Jean-Julien Hubert Champagne (1877 - 1932).
De 1920 a 1923 foi o director da fábrica de gás de Sarcelles, da Companhia Georgi. Como discípulo de Fulcanelli, teria operado então, pelas suas mãos, uma transmutação alquímica de chumbo em ouro no laboratório do primeiro andar da fábrica, diante de três testemunhas: o pintor Julien Champagne, o químico Gaston Sauvage e o próprio Fulcanelli.
É na fábrica que redige os dois livros de Fulcanelli, seguindo as notas que este lhe entregara. Em outubro de 1925, prefacia o primeiro livro, "O Mistério das Catedrais", publicado em 1926. E, em abril de 1929, prefacia o segundo o livro, "As Mansões Filosofais", publicado em 1930.
Autor de diversos livros de alquimia, entre os quais se destaca Deux Logis Alchimiques, e de diversos artigos publicados em revistas, faleceu em um sábado, 17 de abril de 1982, na cidade de Savignies, e foi enterrado em La Neuville-Vault, numa campa próxima do seu amigo Philéas Lebesgue.